# Fumihiko Maki
Fumihiko Maki (槇文彦?, Maki Fumihiko; Tokyo, 6 settembre 1928 – Tokyo, 6 giugno 2024) è stato un architetto giapponese.
Vinse il premio Wolf per le arti nel 1988 e il premio Pritzker nel 1993.

## Formazione
Studiò architettura all'Università di Tokyo dove si laureò nel 1952. Ebbe fra i suoi professori Kenzō Tange. Proseguì la sua formazione negli Stati Uniti dove ottenne un Master alla Cranbrook Academy of Art (1953) e all'Università di Harvard (1954).
Rimase negli Stati Uniti fino al 1965 dove lavorò presso gli studi di Skidmore, Owings & Merrill e di Sert Jackson & Associates. Oltre ai suoi maestri giapponesi ed americani, fu fortemente influenzato dall'architettura europea, in particolare da Le Corbusier e dalla Scuola del Bauhaus di Walter Gropius.

## Percorso
Nel 1965 tornò a Tokyo dove aprì lo studio Maki & Associates, una piccola struttura che preferiva collaborare con gruppi più importanti a seconda della dimensione dei progetti. Contemporaneamente, insegnò dal 1979 al 1989 all'Università di Tokyo e pubblicando diverse opere. 
Nel 1993, Fumihiko Maki fu il secondo architetto giapponese a ricevere il Premio Pritzker, considerato il Premio Nobel dell'Architettura. Il suo maestro Kenzō Tange lo ricevette nel 1987.
Nel luglio 2003, Fumihiko Maki in collaborazione con Jean Nouvel (Francia) e Norman Foster (Regno Unito) venne scelto per progettare tre delle cinque torri del progetto di ricostruzione di Ground Zero sul luogo dove sorgeva il World Trade Center a New York. Il concorso fu poi vinto dall'americano Daniel Libeskind. 
Nel 2004, vinse il concorso per l'ampliamento del palazzo dell'ONU a New York. In collaborazione con lo studio americano Skidmore, Owings & Merrill, realizzarano un edificio per uffici alto 35 piani che venne consegnato nel 2008 costato circa 330 milioni di dollari americani. Il concorso, su invito, era riservato ai vincitori del Premio Pritzker.

## La sua architettura

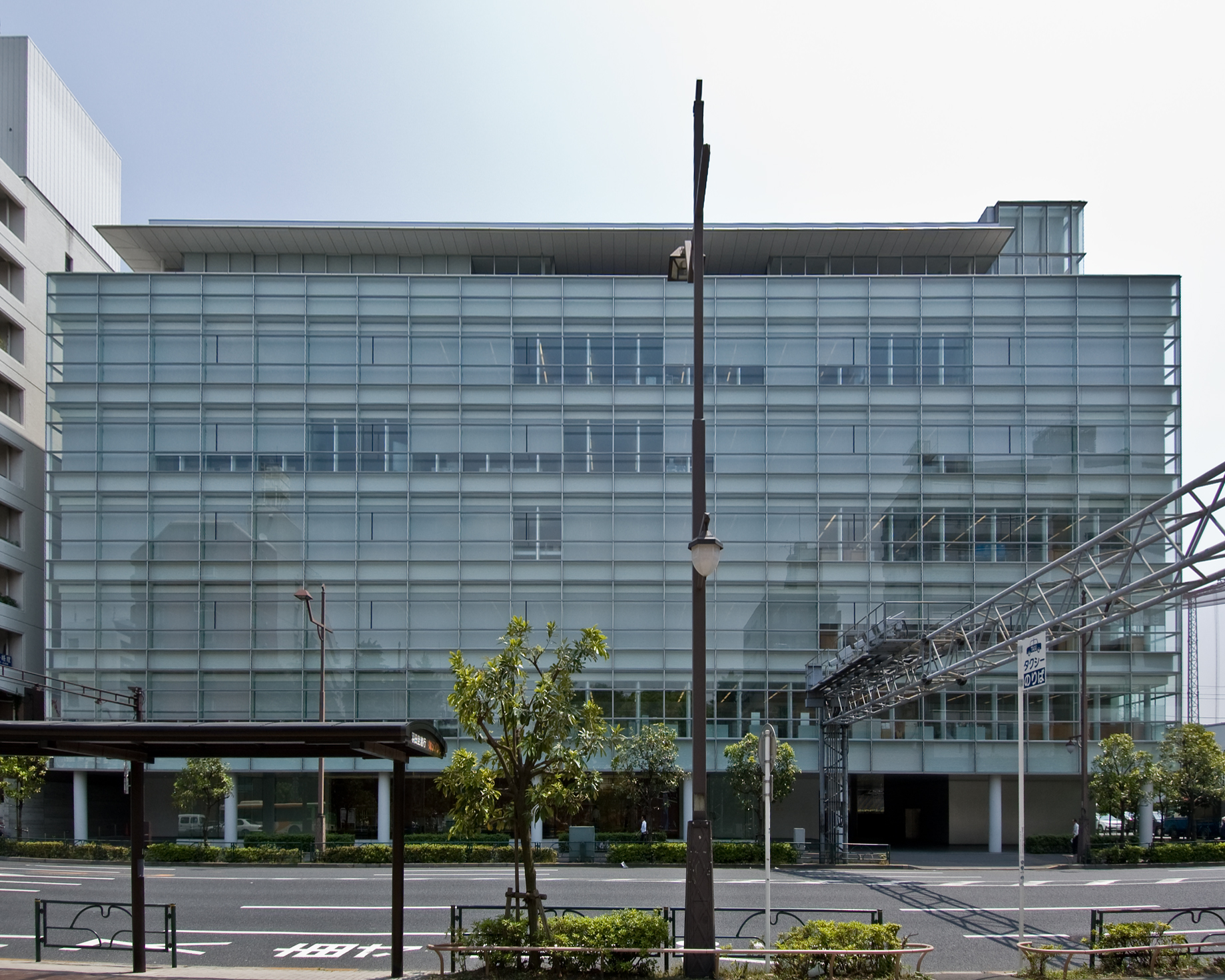
Il Rolex Toyocho Building a Tokyo, 2003

Fumihiko Maki seppe inventare uno stile personale, risolutamente moderno ma rispettoso delle pulsioni naturali e delle singolarità della cultura giapponese, ispirandosi spesso ai giochi a nascondino dei bambini e ai "luoghi di rifugio e di prospettiva" che permettono loro di vedere senza essere visti. Percorsi chiusi che portano a delle zone riparate che offrano una meta da raggiungere furono il modello del suo operato.
Nella sua poetica furono ricorrenti i concetti di Ma, intervallo tra due luoghi, e di Oku, questi strati spaziali imbricati che dissimulano ma non nascondono completamente. Fu un fermo oppositore dell'architettura manichea, totalmente opaca o totalmente trasparente tipica delle città moderne.

Il calcestruzzo, il metallo e il vetro integrati al mosaico, all'alluminio anodizzato ed al legno all'interno degli edifici furono la combinazione prediletta della sua architettura. In Giappone dove le norme antisismiche sono molto rigide, seppe giocare sulla leggerezza per rispettare tali vincoli.
Seguiva progetti durante periodi inabituali per un architetto. Il migliore esempio fu il progetto di una zona di abitazioni, uffici e negozi, l'Hillside Terrace Complex a Tokyo-Shibuya che portò avanti dalla prima fase nel 1969 alla quarta fase nel 1992.

## Le costruzioni più rilevanti

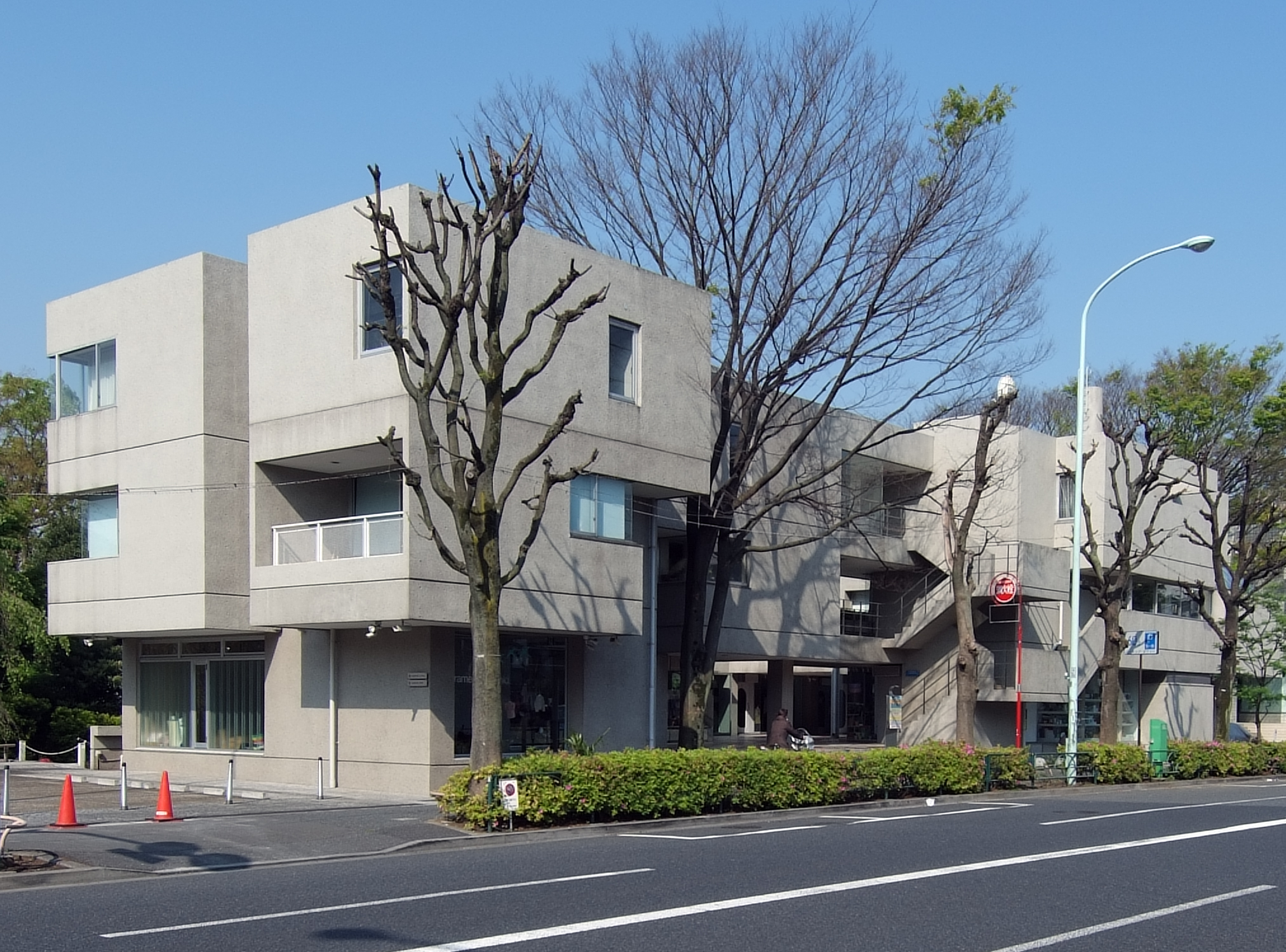
Hillside Terrace Complex C, Shibuya

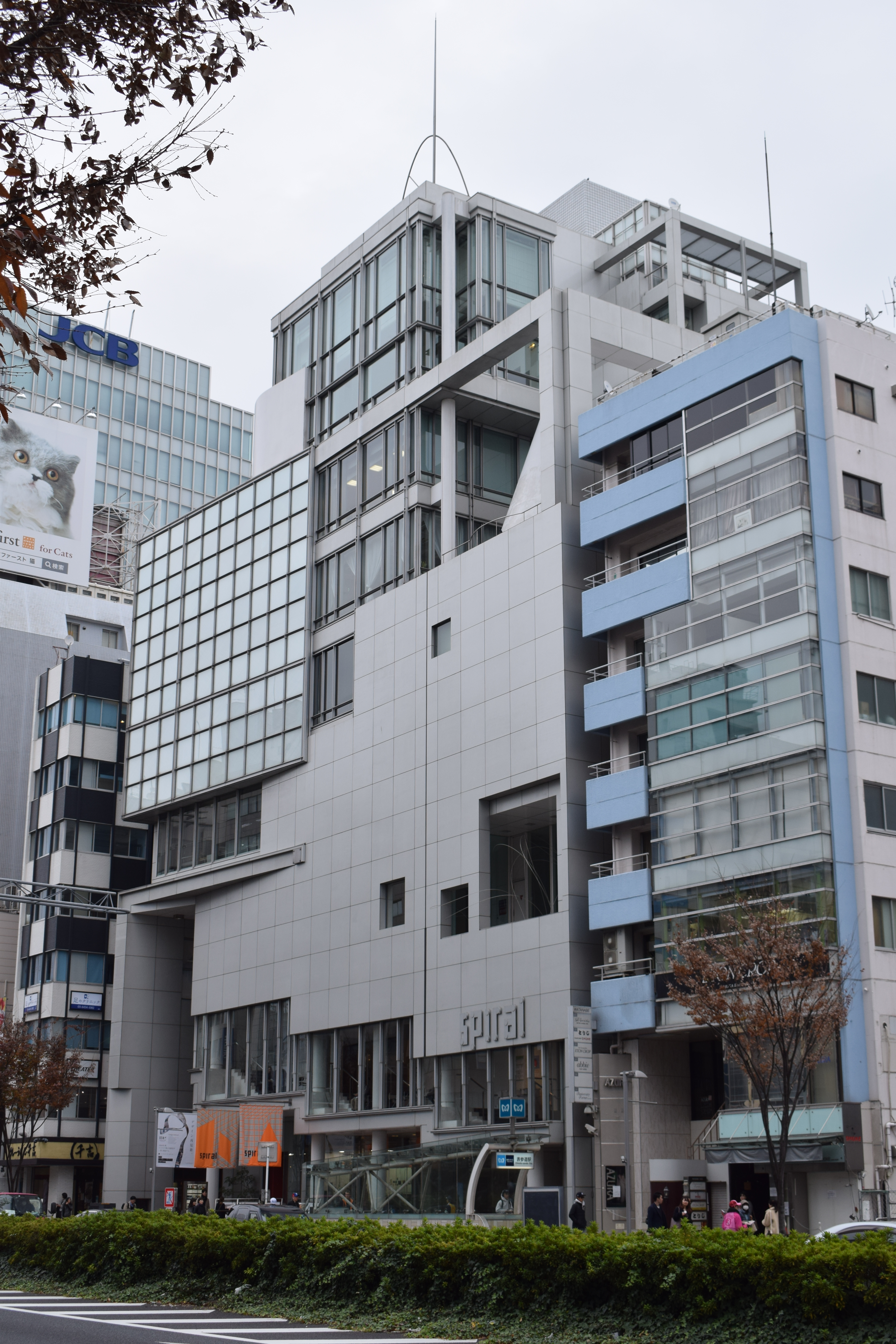
Spiral, Tokyo

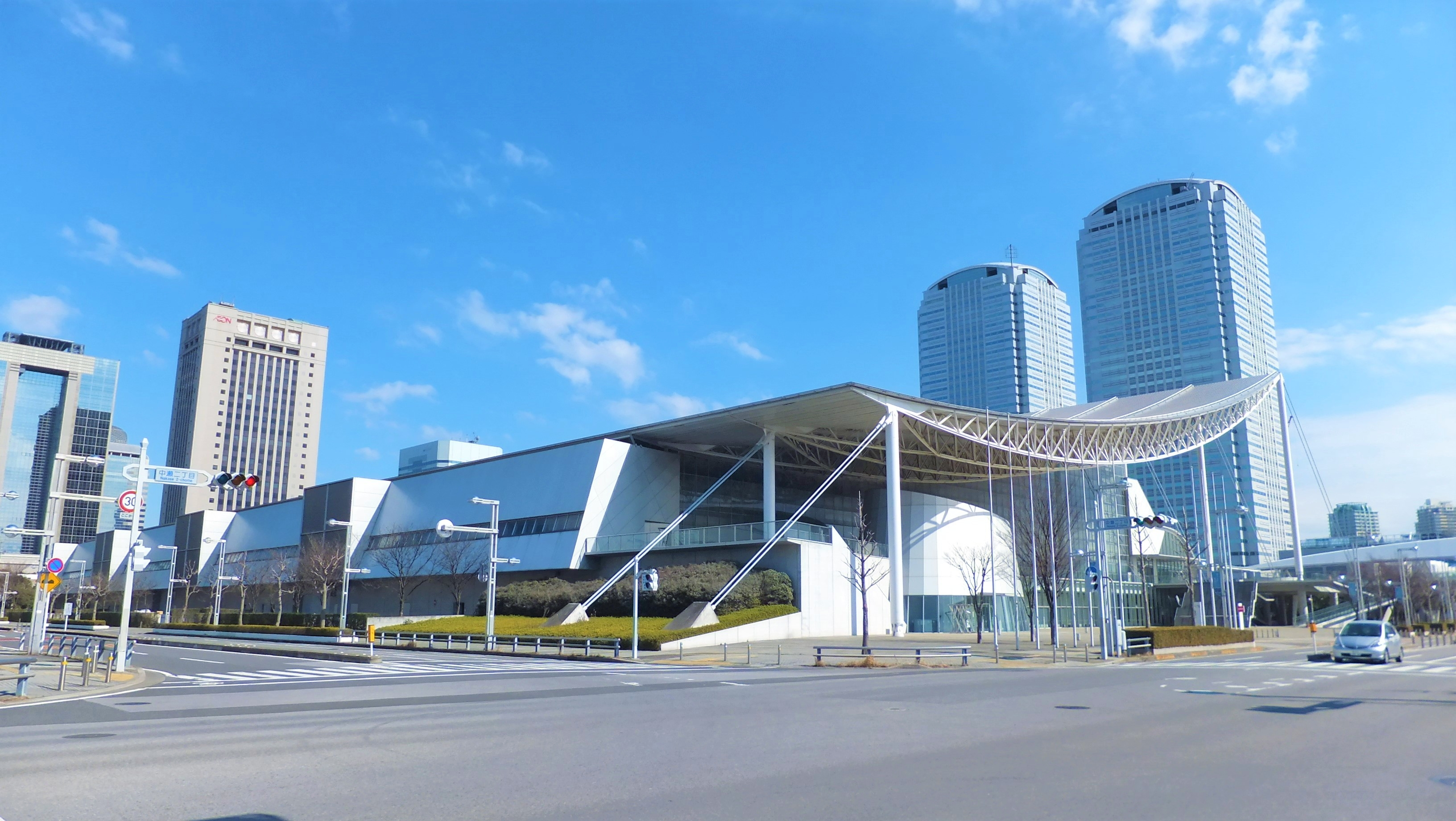
Makuhari Messe, Chiba

- 1960: Nagoya University Toyoda Memorial Hall Auditorium Higashiyama, Nagoya
- 1962: Chiba University Memorial Auditorium
- 1969: Hillside Terrace Complex-fase 1, Shibuya, Tokyo
- 1971: Kanazawa Ward Office, Yokohama
- 1973: Hillside Terrace Complex-fase 2, Shibuya, Tokyo
- 1974: Tsukuba University Center for School of Arts & Physical Education Tsukuba, Ibaraki
- 1977: Hillside Terrace Complex-fase 3, Shibuya, Tokyo
- 1977: Kota Kinabaru Sports Complex and Park, Pool Sabah, Malaysia
- 1978: Iwasaki Art Museum Ibusuki, Kagoshima
- 1978: Sea Side Town, Kanazawa, Yokohama, Kanagawa
- 1979: Royal Danish Embassy, Shibuya, Tokyo
- 1981: Kyoto Craft Center, Kyōto
- 1984: Fujisawa Municipal Gymnasium Fujisawa, Kanagawa
- 1985: Tsukuba Expo '85 International Pavilions [Block A] Tsukuba, Ibaraki
- 1985: West Plaza a Yokohama Central Station Yokohama, Kanagawa
- 1985: Spiral, Tokyo
- 1986: National Museum of Modern Art, Kyoto
- 1987: Hillside Plaza Hall Shibuya, Tokyo
- 1989: Toyama Shimin Plaza Musical Hall, Toyama
- 1989: Makuhari Messe, Chiba
- 1990: Tokyo Metropolitan Gymnasium Shibuya, Tokyo
- 1992: Hillside Terrace Complex-fase 4, Shibuya, Tokyo
- 1993: Yerba Buena Center for the Arts, California, USA
- 1993: YKK R&D Center Sumida, Tokyo
- 1994: Kirishima International Concert Hall, Makizono, Kagoshima
- 1995: Isar Büropark, Monaco di Baviera, Germania
- 1996: Floating Pavilion, Groninga, Paesi Bassi
- 1997: Kaze-no-Oka Crematorium, Nakatsu, Ōita
- 1998: Makuhari Messe, Chiba
- 1999: Toyama International Conference Center, Toyama
- 2001: Maki Solitare, Düsseldorf, Germania
- 2002: Uffici TRIAD, negozi, Azumi, Nagano
- 2002: Sede della Rolex, Tokyo
- 2003: Yokohama I-land Tower: uffici e sala per mostre

### Progetti in corso
- Estensione del Terminale marittimo di Hong-Kong
- Nuovo edificio per la sede dell'ONU a New York

## Opere
- Fumihiko Maki, "Silenzio e pienezza: l'architettura di Yoshio Taniguchi", Casabella n. 661, novembre 1998, pp. 66–69
- Maki and Associates (ed.), "Fumihiko Maki, Buildings and Projects", Princeton Architectural Press, New York 1997
- Fumihiko Maki, in AA.VV., "Emilio Ambasz. Architettura e design. Per una riconciliazione con la natura", Electa, Milano 1995, pp. XXIV-XXV